# Moosbrunnen (Kaiserslautern)
Koordinaten: 49° 23′ 12,9″ N, 7° 47′ 26,4″ O
Der Moosbrunnen ist eine Quelle bei Kaiserslautern in Rheinland-Pfalz.

## Lage
Die Quelle liegt sechs Kilometer südlich von Kaiserslautern in der Gemarkung Mölschbach oberhalb des vom Rambach durchflossenen Mooswieser Tals zwischen Mölschbach und dem Aschbacherhof auf einer Höhe von 361 m ü. NHN in einer kleinen Nebentalkerbe am Hirschsprung. Die Quelle ist in einen Brunnen gefasst.

## Naturräumliche Zuordnung
Der Moosbrunnen gehört zum Naturraum Pfälzerwald, der in der Systematik des von Emil Meynen und Josef Schmithüsen herausgegebenen Handbuches der naturräumlichen Gliederung Deutschlands und seinen Nachfolgepublikationen als Großregion 3. Ordnung klassifiziert wird. Betrachtet man die Binnengliederung des Naturraums, so gehört der Moosbrunnen zum Mittleren Pfälzerwald und hier zum nordwestlichen Teil der Frankenweide.
Zusammenfassend folgt die naturräumliche Zuordnung des Moosbrunnens damit folgender Systematik:
1. Großregion 1. Ordnung: Schichtstufenland beiderseits des Oberrheingrabens
2. Großregion 2. Ordnung: Pfälzisch-saarländisches Schichtstufenland
3. Großregion 3. Ordnung: Pfälzerwald
4. Region 4. Ordnung (Haupteinheit): Mittlerer Pfälzerwald
5. Region 5. Ordnung: Frankenweide

## Verkehr und Wandern
Nördlich vorbei am Hirschsprung führt im Mooswieser Tal die Kreisstraße 4, die den Aschbacherhof im Westen und Mölschbach im Osten miteinander verbindet. Etwas oberhalb und südlich führt der mit einem roten Kreuz markierte Fernwanderweg Franken-Hessen-Kurpfalz. (Weiherfelderhof bis Wanderparkplatz Hirschsprung) vorbei. Unterhalb der Quelle liegt direkt an der K 4 die Wanderhütte der TSG Kaiserslautern. Am besten ist die Quelle über die Wanderhütte zu erreichen.

## Sonstiges
Die Quelle führt ganzjährig Wasser. Eine Entnahme ist problemlos möglich, es sind keine Schwebstoffe enthalten.